# 1927년 전국체육대회
1927년 전국체육대회는 1927년 6월 3일부터 11월 4일까지 일제강점기 조선 경성부에서 개최된 전국체육대회이다. 1927년에 개최된 제8회 전조선야구대회, 제7회 전조선정구대회, 제8회 전조선축구대회를 1927년 전국체육대회의 일부로 인정하고 있다. 제8회 전조선야구대회가 1927년 6월 3일 경성운동장 야구장에서 개최되면서 1927년 전국체육대회가 시작되었다. 뒤이어 1927년 6월 10일에 경성운동장 정구장에서 제7회 전조선정구대회가 개최되면서 정구 종목이 진행되었고, 1927년 11월 2일에 제8회 전조선축구대회가 개최되며 축구 종목이 진행되었다.

## 경기 종목

### 야구
야구 종목은 제8회 전조선야구대회로 진행되었다. 야구 종목은 1927년 6월 3일부터 6월 4일까지 경성운동장 야구장에서 진행되었다. 소학부와 중학부 종목에는 각각 5개 선수단이 참가했다. 소학부 종목 결승에서는 진남포공립보통학교가 정동공립보통학교를 상대로 7:2로 이기며 3연패를 달성했고, 중학부 종목 결승에서는 휘문고등보통학교가 중앙고등보통학교를 상대로 3:2로 이기며 우승했다. 3개 선수단이 참가한 청년부 종목에서는 연희구락부가 고려구락부를 상대로 10:8로 이기고 우승했다. 한편 전문부 종목에서는 전년 대회와 마찬가지로 연희전문학교만이 참가하여 부전승으로 우승했다.

### 정구
정구 종목은 제7회 전조선정구대회로 진행되었다. 정구 종목은 1927년 6월 10일부터 6월 11일까지 경성운동장 정구장에서 진행되었다. 소학부에 4개 선수단, 중학부에 10개 선수단, 청년부 종목에 5개 선수단이이 참가했고, 이번 대회부터 전문부 종목은 청년부에 통합되어 개최되지 않았다. 소학부 종목 결승에서는 선천공립보통학교가 조양보통학교를 상대로 3:1으로 이기며 우승을 차지하였고, 중학부 종목 결승에서는 보성고등보통학교가 양정고등보통학교를 3:0으로 이기며 3년 연속 우승을 달성했다. 청년부 종목에서는 연희전문학교가 결승에서 보성전문학교를 상대로 3:2로 이기며 우숭했다.

### 축구
축구 종목은 제8회 전조선축구대회로 진행되었다. 축구 종목은 1927년 11월 2일부터 11월 4일까지 경성운동장과 배재고등보통학교 운동장에서 진행되었다. 소학부 종목에서는 6개 선수단, 중학부 종목에서는 13개 선수단, 청년부 종목에서는 9개 선수단이 참가하여, 1927년 전국체육대회 중 가장 많은 선수단이 참가한 종목이 되었다. 이번 대회부터 전문부 종목은 청년부 종목에 통합되어 진행되었다. 소학부 종목 결승에서는 숭덕학교가 흥동학교를 9:0으로 이기며 2연패를 달성하였고, 중학부 종목 결승에서는 숭실중학이 배재고등보통학교를 상대로 2:1로 이기며 우승을 차지했다. 청년부 종목에서는 연희전문학교가 결승에서 조선 축구단을 상대로 7:0로 이기며 우승했다.

## 참고 문헌
- 대한체육회 (1990). 《대한체육회 70년사》.
- 대한체육회 (2011). 《대한체육회 90년사》.